# Classe Argo
La classe Argo est une classe de deux sous-marins de moyenne croisière construits pour la Regia Marina ayant servi pendant la Seconde Guerre mondiale.
Tous les sous-marins de cette classe ont été construits par le chantier naval Cantieri Riuniti dell'Adriatico (CRDA) de Monfalcone en Italie.
Les unités, initialement commandées par la marine portugaise, ont été achetées par la marine italienne lors de la construction en 1935. C'étaient des unités solides avec de bonnes performances, prises comme modèle pour développer la classe Tritone.

## Conception et description
Les sous-marins de la classe Argo déplaçaient 809,8 tonnes en surface et 1 018,7 tonnes en immersion. Les sous-marins mesuraient 63,15 mètres de long, avaient une largeur de 6,9 mètres et un tirant d'eau de 4,46 mètres. Leur équipage comptait 40 à 46 officiers et hommes d'équipage.
Pour la navigation de surface, les sous-marins étaient propulsés par deux moteurs diesel FIAT de 750 chevaux (559 kW), chacun entraînant un arbre d'hélice. En immersion, chaque hélice était entraînée par un moteur électrique CRDA de 400 chevaux-vapeur (298 kW). Ces moteurs électriques étaient alimentés par une batterie d'accumulateurs au plomb composée de 108 éléments. Ils pouvaient atteindre 14 nœuds (26 km/h) en surface et 8 nœuds (15 km/h) sous l'eau. En surface, la classe Argo avait une autonomie de 10 176 milles nautiques (18 846 km) à 8 nœuds (15 km/h) ; en immersion, elle avait une autonomie de 100 milles nautiques (190 km) à 3 nœuds (5,6 km/h).
Les sous-marins étaient armés de six tubes lance-torpilles internes de 53,3 centimètres (21 pouces), quatre à l'avant et deux à l'arrière, pour lesquels ils transportaient un total de dix torpilles. Ils étaient également armés d'un seul canon de pont de 100 millimètres OTO 100/47, à l'avant de la tour de contrôle, pour le combat en surface. L'armement antiaérien léger était constitué de deux mitrailleuses Breda Model 1931 de 13,2 mm.

## Navires de la classe
| Navire  | Lancement        | Mis en service | Fait                                                                                            |
| ------- | ---------------- | -------------- | ----------------------------------------------------------------------------------------------- |
| Argo    | 24 novembre 1936 | 31 août 1937   | Sabordé le 11 septembre 1943, récupéré par les allemands comme barge, puis démoli après guerre. |
| Velella | 18 décembre 1936 | 31 août 1937   | Coulé par le sous-marin HMS Shakespeare (P221) le 7 septembre 1943.                             |

## Historique

### Argo
Pendant la Seconde Guerre mondiale, il a été employé à la fois en Méditerranée, où il a effectué 14 missions offensives et 17 missions de transfert, et dans l'Atlantique (de septembre 1940 à octobre 1941), où il a accompli un total de cinq missions de guerre.
Il a remporté quelques succès, comme le naufrage dans l'Atlantique du navire à moteur Silverpine (5 066 tonneaux de jauge brute ou tjb) et en Méditerranée du navire antiaérien Tynwald (2 376 tjb) et du navire à moteur Awatea (13 482 tjb), mais déjà réduit à l'état d'épave par des attaques aériennes, ainsi que les graves avaries, dans l'Atlantique, du destroyer NCSM Saguenay (D79).
Après l'armistice du 8 septembre 1943 (armistice de Cassibile), il a sabordé à Monfalcone. Récupéré par les Allemands et utilisé comme bettolina[C'est-à-dire ?], il a été mis au rebut après la guerre.

### Velella
Au cours de la Seconde Guerre mondiale, son activité de guerre a été très similaire à celle de son navire-jumeau (en anglais : sister-ship): il a opéré à la fois en Atlantique (de novembre 1940 à août 1941), avec 4 missions, et en Méditerranée, avec 17 missions offensives et 14 missions de transfert.
Il n'a pas obtenu de résultat concret, même si dans l'Atlantique il aurait pu toucher un pétrolier de 7 000 tjb et un vapeur de 3 200 tjb.
Le 7 septembre 1943, il est torpillé par le sous-marin HMS Shakespeare (P221) au large de Punta Licosa et coula avec tout son équipage.